# كبريتات الباريوم
كبريتات الباريوم هو مركب كيميائي له الصيغة BaSO4، ويكون على شكل مسحوق بلوري أبيض.

## الخواص
- مركب كبريتات الباريوم صعب الانحلال في الماء بشكل كبير، ولتوضيح ذلك بالأرقام فإننا بالحاجة فقط إلى 1.3 مغ/ل ماء من شوارد (أيونات) الباريوم للوصول إلى حالة الإشباع.

## وجوده في الطبيعة
يوجد مركب كبريتات الباريوم بشكل واسع الانتشار في الطبيعة على شكل فلز الباريت، الذي يمثل المصدر الرئيسي للباريوم ومركباته.

## التحضير
يحضر مركب كبريتات الباريوم تطبيقياً من تفاعل كلوريد الباريوم مع كبريتات الصوديوم، حيث يترسب مركب كبريتات الباريوم من المحلول على شكل راسب أبيض ناعم.

## الاستخدامات

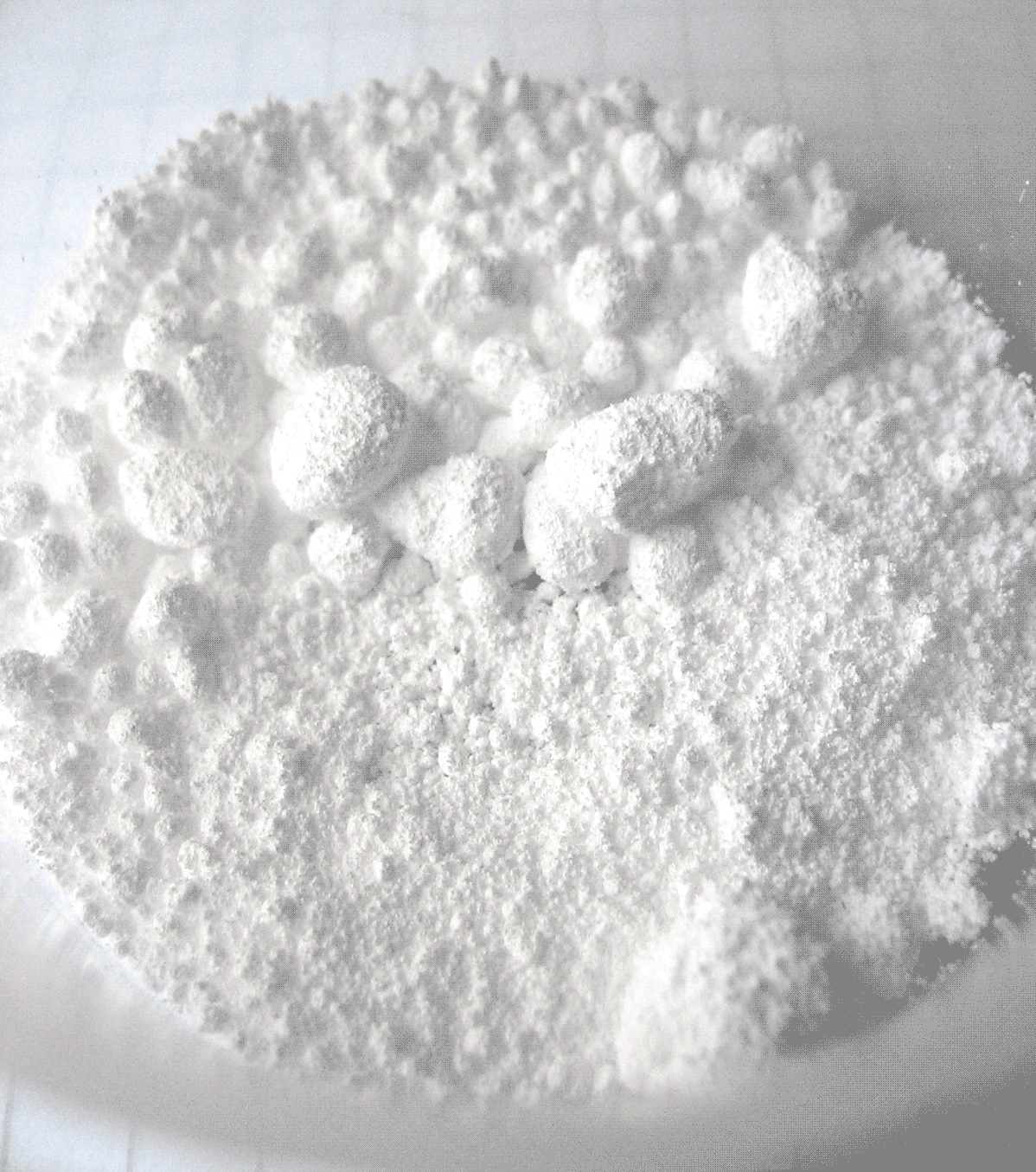
مسحوق كبريتات الباريوم

- نظراً للونه الأبيض، لصعوبة انحلاله، ولثباتيته الكيميائية، يستخدم مركب كبريتات الباريوم كخضاب أبيض، وغالباً مع مركب كبريتيد الزنك، حيث يطلق على مزيجهما اسم ليتوبون، والذي يحصل عليه من مزج محاليل من كبريتيد الباريوم مع كبريتات الزنك حسب المعادلة

- يستخدم مركب كبريتات الباريوم في الطب في تحسين إظهار الصور الشعاعية (radiocontrast)، وذلك لكبر العدد الذري للباريوم نسبياً، حيث يمتص الأشعة السينية بشكل أكبر من المركبات ذات النوى الأصغر.

## السلامة
مركب كبريتات الباريوم غير سام وذلك لعدم انحلاليته.